# Bewitched (groupe)
Pour les articles homonymes, voir Bewitched.
Bewitched est un groupe américain de noise rock, originaire de Hoboken, dans le New Jersey, actif entre 1986 et 1993. Il est formé après le départ de Bert du groupe Sonic Youth l'année précédente. Le projet commence en solo mais se transforme pour intégrer plusieurs autres musiciens, dont la violoniste Donna Croughn de Tiny Lights. La musique est influencée par le noise rock et met l'accent sur la batterie de Bert. Le projet intègre également les parties aux platines du DJ David Cream of Wheat P, ce qui était novateur à l'époque.

## Histoire
Après le départ à l'amiable du batteur et percussionniste Bob Bert de Sonic Youth, il décide de poursuivre son propre projet musical. En parallèle à son implication dans le groupe Pussy Galore, Bert sort le single Chocolate Frenzy en 1986 sous le nom de Bewitched. Suzanne Sasic y chante, Mark Cunningham joue de la trompette et Dave Rick de la batterie. Le disque est produit par Wharton Tiers dans son studio Fun City à New York. La musique s'inspire d'Einstürzende Neubauten, de Big Stick et des Butthole Surfers.
Le projet est interrompu pendant quatre ans, le temps que Bert se produise en tant que membre de Pussy Galore. Après la dissolution du groupe, Bert redevient libre de poursuivre ses propres ambitions musicales et ressuscite Bewitched en tant que quintette. Leur premier album, Brain Eraser, sort en 1990 chez No.6 Records. Le groupe sort ensuite sorti Harshing My Mellow en 1991. AllMusic attribue à chaque album deux étoiles et demie sur cinq,. Stewart Mason, critique d'AllMusic, trouve deux titres de Brain Eraser « suffisamment écoutables » : la chanson I Dunno What to Do et l'instrumental Chuck's Got a Big One.

## Discographie

### Albums studio
- 1990 : Brain Eraser (No.6)
- 1991 : Harshing My Mellow (No.6)

### Compilations
- 2006 : The Worst Poetry of 1986-1993 (B.B Gun)

### Singles
- 1986 : Chocolate Frenzy (Shove)
- 1991 : 409/Junket's Theme (No.6)
- 1993 : Makin' Out With Satan/Outta My Face (Helter Skelter)
- 1993 : Hey White Homey/Troll Doll (Sub Pop)